# Jeff Hawke
Jeff Hawke fue una tira de prensa británica de ciencia ficción creada por Sydney Jordan. Se publicó en el Daily Express desde el 15 de febrero de 1955 hasta el 18 de abril de 1974, momento en el cual Jordan había "escrito o coescrito y dibujado 6,474 episodios." A pesar de haber caído en cierto olvido en el mundo angloparlante, continúa gozando de gran reconocimiento en otros países donde se publicó como Italia y Escandinavia. En España fue editado por Buru Lan dentro de la revista "El Globo" (números 16 a 20) entre julio y octubre de 1974. Posteriormente se publicó en "Blue Jeans" y el último número de "Bumerang". Esta obra hizo a Sydney Jordan merecedor del premio Haxtur al autor que amamos (ex aequo con Moebius) de 2003, que concedía el Salón Internacional del Cómic del Principado de Asturias.

## Historietas
| Historias de Jeff Hawke | Historias de Jeff Hawke          | Historias de Jeff Hawke | Historias de Jeff Hawke | Historias de Jeff Hawke | Historias de Jeff Hawke | Historias de Jeff Hawke                              |
| N.º                     | Título                           | Guionista               | Dibujante               | Número de tiras         | Fechas                  | Reimpresión                                          |
| ----------------------- | -------------------------------- | ----------------------- | ----------------------- | ----------------------- | ----------------------- | ---------------------------------------------------- |
| 1                       | (Space Rider)                    | SJ                      | SJ                      | 1 - 138                 | 1954-02-15 - 1954-07-26 | Jeff Hawke's Cosmos, Vol 1 Número 1 y 2              |
| 2                       | (The Martian Invasion)           | SJ                      | SJ                      | 139 - 388               | 1954-07-27 - 1955-06-22 | Jeff Hawke's Cosmos: The Martian Quartet             |
| 3                       | (The Search For Asteron)         | SJ                      | SJ                      | 389 - 502               | 1955-06-23 - 1955-11-01 | Jeff Hawke's Cosmos: The Martian Quartet             |
| 4                       | (The Threat Of The Past)         | SJ                      | SJ                      | 503 - 642               | 1955-11-02 - 1956-04-16 | Jeff Hawke's Cosmos: The Martian Quartet             |
| 5                       | Opposite Power                   | SJ                      | SJ                      | 643 - 702               | 1956-04-17 - 1956-06-25 | Jeff Hawke's Cosmos: The Martian Quartet             |
| 6                       | Sanctuary                        | WP/SJ                   | SJ                      | 703 - 809               | 1956-06-26 - 1956-10-27 | Jeff Hawke's Cosmos, Vol 2 Número 2                  |
| 7                       | Unquiet Isly                     | WP                      | SJ                      | 810 - 927               | 1956-10-29 - 1957-03-16 |                                                      |
| 8                       | The Castaway                     | SJ                      | SJ                      | 928 - 1098              | 1957-03-18 - 1957-10-03 | Jeff Hawke's Cosmos, Vol 6 Número 2                  |
| 9                       | Out Of Touch                     | HH                      | SJ                      | 1099 - 1253             | 1957-10-04 - 1958-04-05 | Jeff Hawke's Cosmos, Vol 5 Número 2                  |
| 10                      | The Dream Pedlars                | SJ                      | SJ                      | 1254 - 1399             | 1958-04-07 - 1958-09-23 | Jeff Hawke's Cosmos, Vol 2 Número 3                  |
| 11                      | Poles Apart                      | WP/SJ                   | SJ                      | 1400 - 1544             | 1958-09-24 - 1959-03-13 | Jeff Hawke's Cosmos, Vol 3 Número 2                  |
| 12                      | Sacrifice                        | SJ                      | SJ                      | 1545 - 1712             | 1959-03-14 - 1959-09-26 | Jeff Hawke's Cosmos, Vol 1 Número 3, Vol 2, Número 1 |
| 13                      | Time Out Of Mind                 | SJ                      | SJ                      | 1713 - 1824             | 1959-09-28 - 1960-02-09 | Jeff Hawke's Cosmos: Lunar 10                        |
| 14                      | Overlord                         | WP                      | SJ                      | 1825 - 1939             | 1960-02-10 - 1960-06-20 | T1                                                   |
| 15                      | Survival                         | WP                      | SJ                      | 1940 - 2011             | 1960-06-21 - 1960-09-12 | T1, Jeff Hawke's Cosmos, Vol 7 Número 1              |
| 16                      | Wondrous Lamp                    | WP                      | SJ                      | 2012 - 2163             | 1960-09-13 - 1961-03-11 | T1, Jeff Hawke's Cosmos, Vol 6 Número 2              |
| 17                      | Counsel For The Defense          | WP                      | SJ                      | 2164 - 2285             | 1961-03-13 - 1961-08-02 | T1                                                   |
| 18                      | Pastmaster                       | WP                      | SJ                      | 2286 - 2351             | 1961-08-03 - 1961-10-18 | T2, Jeff Hawke's Cosmos: Lunar 10                    |
| 19                      | Immortal Toys                    | WP                      | SJ                      | 2352 - 2494             | 1961-10-19 - 1962-04-05 | T2                                                   |
| 20                      | The Ambassadors                  | WP                      | SJ                      | 2495 - 2578             | 1962-04-06 - 1962-07-13 | T2                                                   |
| 21                      | The Gamesman                     | WP                      | SJ                      | 2579 - 2639             | 1962-07-14 - 1962-09-23 | T2, Jeff Hawke's Cosmos, Vol 3 Número 3              |
| 22                      | A Test Case                      | WP                      | SJ                      | 2640 - 2724             | 1962-09-24 - 1963-01-02 | T2, Jeff Hawke's Cosmos, Vol 4 Número 1              |
| 23                      | Pass The Parcel                  | SJ                      | SJ                      | 2725 - 2816             | 1963-01-03 - 1963-04-20 | Jeff Hawke's Cosmos, Vol 3 Número 1                  |
| 24                      | The Changeling                   | WP                      | SJ                      | 2817 - 2884             | 1963-04-21 - 1963-07-08 | Jeff Hawke's Cosmos, Vol 5 Número 2                  |
| 25                      | Rip Van Haddow                   | WP                      | SJ                      | 2885 - 2950             | 1963-07-09 - 1963-09-24 | Jeff Hawke's Cosmos, Vol 1 Número 1                  |
| 26                      | Prodigal Son                     | WP                      | SJ                      | 2951 - 3024             | 1963-09-25 - 1963-12-19 | Jeff Hawke's Cosmos, Vol 1 Número 2                  |
| 27                      | Uncanny Deep                     | WP                      | SJ                      | 3025 - 3082             | 1963-12-20 - 1964-01-27 | Jeff Hawke's Cosmos, Vol 5 Número 1                  |
| 28                      | Winner Gain All                  | SJ                      | SJ                      | 3083 - 3152             | 1964-01-28 - 1964-05-21 |                                                      |
| 29                      | Faery Ly Forlorn                 | WP                      | SJ                      | 3153 - 3238             | 1964-05-22 - 1964-08-29 | Jeff Hawke's Cosmos, Vol 5 Número 3                  |
| 30                      | A Foreign Body                   | WP                      | SJ                      | 3239 - 3283             | 1964-08-31 - 1964-10-22 |                                                      |
| 31                      | Moonstruck                       | SJ                      | SJ                      | 3284 - 3327             | 1964-10-23 - 1964-12-11 | Jeff Hawke's Cosmos: Lunar 10                        |
| 32                      | The Helping Hy                   | WP                      | SJ                      | 3328 - 3395             | 1964-12-12 - 1965-03-03 | Jeff Hawke's Cosmos, Vol 4 Número 2                  |
| 33                      | Anti-gravity Man                 | WP                      | SJ                      | 3396 - 3504             | 1965-03-04 - 1965-07-09 | Jeff Hawke's Cosmos, Vol 2 Número 1                  |
| 34                      | Made In Birmingham               | WP                      | SJ                      | 3505 - 3566             | 1965-07-10 - 1965-09-20 | Jeff Hawke's Cosmos, Vol 5 Número 2                  |
| 35                      | The Oil Rig                      | WP                      | SJ                      | 3567 - 3623             | 1965-09-21 - 1965-11-25 |                                                      |
| 36                      | Incognito                        | WP                      | SJ                      | 3624 - 3644             | 1965-11-26 - 1965-12-20 | Jeff Hawke's Cosmos, Vol 4 Número 1                  |
| 37                      | The Great Atlantic Crossing      | WP                      | SJ                      | 3645 - 3735             | 1965-12-21 - 1966-04-08 | Jeff Hawke's Cosmos, Vol 2 Número 3                  |
| 38                      | Getaway                          | WP                      | SJ                      | 3736 - 3753             | 1966-04-09 - 1966-04-29 |                                                      |
| 39                      | Ghost Errant                     | WP                      | SJ                      | 3754 - 3819             | 1966-04-30 - 1966-07-15 | Jeff Hawke's Cosmos, Vol 2 Número 2                  |
| 40                      | A Word Of Advice                 | WP                      | SJ                      | 3820-3846               | 1966-07-16 - 1966-08-16 | Jeff Hawke's Cosmos, Vol 4 Número 1                  |
| 41                      | The Intelligent Ones             | WP                      | SJ                      | 3847 - 3896             | 1966-08-17 - 1966-10-13 | Jeff Hawke's Cosmos: Hawke's Notes                   |
| 42                      | Wildcat                          | WP                      | SJ                      | 3897 - 3951             | 1966-10-14 - 1966-12-16 | Jeff Hawke's Cosmos, Vol 4 Número 2                  |
| 43                      | Overly                           | WP                      | SJ                      | 3952 - 4084             | 1966-12-17 - 1967-05-24 |                                                      |
| 44                      | The Engine That Worked On Grass  | WP                      | SJ                      | 4085 - 4173             | 1967-05-25 - 1967-09-05 | Jeff Hawke's Cosmos, Vol 5 Número 3                  |
| 45                      | The Hole In Space                | WP                      | SJ                      | 4174 - 4261             | 1967-09-06 - 1967-12-16 |                                                      |
| 46                      | The Venusian Club                | WP                      | SJ                      | 4262 - 4361             | 1967-12-18 - 1968-04-15 | Jeff Hawke's Cosmos, Vol 7 Número 1                  |
| 47                      | Cataclysm                        | WP                      | SJ                      | 4362 - 4433             | 1968-04-16 - 1968-07-09 |                                                      |
| 48                      | The Poltergeist                  | WP                      | SJ                      | 4434 - 4517             | 1968-07-10 - 1968-11-22 | Jeff Hawke's Cosmos, Vol 3 Número 2                  |
| 49                      | Rogue Star                       | WP                      | SJ                      | 4518 - 4595             | 1968-11-23 - 1969-02-24 | Jeff Hawke's Cosmos, Vol 5 Número 3                  |
| 50                      | The Day The Moon Nearly Exploded | WP                      | SJ                      | 4596 - 4643             | 1969-02-25 - 1969-04-21 | Jeff Hawke's Cosmos: Lunar 10                        |
| 51                      | The Strange Ship                 | WP                      | SJ                      | 4644 - 4700             | 1969-04-22 - 1969-06-29 | Jeff Hawke's Cosmos: Lunar 10                        |
| 52                      | Daughter Of Eros                 | SJ                      | SJ/NF                   | 4701 - 4839             | 1969-06-30 - 1969-12-08 | Jeff Hawke's Cosmos, Vol 7 Número 1                  |
| 53                      | S. O. S.                         | SJ                      | SJ/NF                   | 4840 - 4916             | 1969-12-09 - 1970-03-10 | Jeff Hawke's Cosmos, Vol 4 Número 3                  |
| 54                      | Rescue Party                     | SJ                      | SJ/NF                   | 4917 - 5008             | 1970-03-11 - 1970-07-01 | Jeff Hawke's Cosmos, Vol 4 Número 3                  |
| 55                      | Chacondar!                       | SJ                      | SJ/NF                   | 5009 - 5074             | 1970-07-02 - 1970-09-16 | Jeff Hawke's Cosmos, Vol 1 Número 3                  |
| 56                      | The Book Of The Worlds           | SJ                      | SJ/NF                   | 5075 - 5172             | 1970-09-17 - 1971-01-10 |                                                      |
| 57                      | Time Is Out Of Joint             | SJ                      | SJ/NF                   | 5173 - 5254             | 1971-01-12 - 1971-04-20 |                                                      |
| 58                      | Someday I'll Find You            | SJ                      | SJ/NF                   | 5255 - 5330             | 1971-04-21 - 1971-07-17 | Jeff Hawke's Cosmos, Vol 7 Número 1                  |
| 59                      | The Bees On Daedalus             | SJ                      | SJ/NF                   | 5331 - 5400             | 1971-07-19 - 1971-10-07 |                                                      |
| 60                      | Here Be Tygers                   | SJ                      | SJ/NF                   | 5401 - 5498             | 1971-10-08 - 1972-02-01 | Jeff Hawke's Cosmos, Vol 4 Número 3                  |
| 61                      | Selena                           | SJ                      | SJ/NF                   | 5499 - 5625             | 1972-02-02 - 1972-06-29 | Jeff Hawke's Cosmos: Lunar 10                        |
| 62                      | Sitting Tenants                  | SJ                      | SJ/NF                   | 5626 - 5778             | 1972-06-30 - 1973-01-01 | Jeff Hawke's Cosmos, Vol 3 Número 3                  |
| 63                      | Shorty's Secret                  | SJ                      | SJ/NF/MA                | 5779 - 5904             | 1973-01-02 - 1973-05-31 | Jeff Hawke's Cosmos: Lunar 10                        |
| 64                      | On The Run                       | SJ                      | SJ/NF                   | 5905 - 6001             | 1973-06-01 - 1973-09-21 | Jeff Hawke's Cosmos, Vol 4 Número 2                  |
| 65                      | The Comet's Tale                 | SJ                      | SJ/NF                   | 6002 - 6118             | 1973-09-22 - 1974-02-09 | Jeff Hawke's Cosmos, Vol 6 Número 2                  |
| 66                      | The First Person Plural          | SJ                      | SJ/NF                   | 6119 - 6175             | 1974-02-11 - 1974-04-18 | Jeff Hawke's Cosmos, Vol 4 Número 1                  |
| 67                      | The Winds Of March               | SJ                      | SJ                      | 6176 - 6257             | 1975-11-04 - 1976-??-?? |                                                      |
| 68                      | Moratorro                        | SJ                      | SJ                      | 6258 - 6413             | 1975-05-05 - 1975-11-01 |                                                      |
| 69                      | Heir Apparent                    | SJ                      | SJ/BB/PN                | 6414 - 6487             |                         | Jeff Hawke's Cosmos: Lunar 10                        |